# L'Abbaye-sous-Dol
L'abbaye-sous-Dol était un prieuré de l'abbaye de Saint-Florent-lès-Saumur situé à proximité la ville de Dol-de-Bretagne. Il était dédié à Notre-Dame, la Sainte-Trinité ou Saint-Florent.

## Histoire[1]

### La fondation et les premières années
Le prieuré a été fondé vers 1070 par Guillaume, fils de Riwallon de Dol, sieur de Combourg, devenu abbé de Saint-Florent. En, 1076, les frères de Guillaume, Jean, seigneur de Combourg, archevêque de Dol, et Gilduin, chanoine de Dol, ont donné au prieuré l'église de Mabouet situé alors sur la paroisse de Carfantain. À cela s'ajoutait des droits et des vignes dans les lieux-dits Béthon et Roz.

### Les prieurs
- Ulric (XIe siècle)
- Ruellon (fin XIIe siècle)
- Silvestre (1197)
- Jean de La Croix (1232)
- Guillaume (1254, 1267)
- Jean Mahé (fin XIIIe siècle)
- Jacques Mahé (1309)
- Philippe (1325)
- Guillaumé Labbé (1346)
- Hervé de la Pommeraye (1423)
- Olivier du Bellay (1429)
- Pierre de Montplace (1445)
- Guillaume d'Estouteville (commendataire, 1459)
- Roland Lhostellier (1464)
- Alain de Coëtivy (commendataire, avant 1474)
- Foulques de Synibaldis, protonotaire apostolique (commendataire). En 1483, il résigne son prieuré en faveur de son successeur contre une rente[2].
- Louis du Bellay (1483-1504?)
- Charles de Hautbois
- Jean d'Espinay (commendataire, avant 1598)
- Jean de Revol
- François de Revol
- Guillaume Liger (1642)
- Michel Bonnard (1642-....)
- Jacques Cousinot (commendataire, 1646-1679)
- François Cousinot (commendataire laïque)
- Anne de Fourcy, dernier prieur, il résigne pour permettre la création du séminaire de Dol

### Depuis leXVIIIesiècle
En 1697, à l'initiative de Mgr Jean-François de Chamillart, les bâtiments accueillent le Grand Séminaire, et sont reconstruits : en 1771, le corps de logis, en 1777, l'église.
En 1790, la paroisse organisée autour d'elle, est érigée en commune de L'Abbaye avant d'être absorbée vers l'an II (1794) par la commune de Dol-de-Bretagne. 
L'abbaye est transformée en hôpital après la Révolution, en remplacement l'hôpital de Dol situé dans le faubourg de l'Évêque. Depuis le début du XXe siècle, les bâtiments abritent désormais une maison de retraite.